# Sera Kutlubey
Sera Kutlubey (ur. 24 października 1997 w Ankarze) – turecka aktorka.

## Życiorys
Ukończyła studia na wydziale teatralnym uniwersytetu Haliç w Stambule. W 2016 zadebiutowała rolą Leyli w serialu Kehribar. Przełomową rolę w jej karierze odegrała rola Cemre Yılmaz w serialu telewizyjnym Zalim İstanbul. Od 2022 występuje w serialu Iyilik. W 2020 została uhonorowana nagrodą dla najlepszej aktorki tureckiej.
W 2002 opublikowała książkę Plüton'un Düş'üşü (Marzenia Plutona).

### Życie prywatne
Ma 167 cm wzrostu.

## Role filmowe
- 2016: Kehribar jako młoda Leyla
- 2016: Babam ve Ailesi jako Hasret Kayalar
- 2017: İsimsizler jako Seher
- 2019: Zalim İstanbul jako Cemre Yılmaz
- 2021: Hercai jako Azra Bakırcıoğlu
- 2022-2023: İyilik jako Damla Dinçer
- 2023: Adım Farah jako Merjan Azadi